# Cesc Gay
Francesc Gay i Puig (Barcellona, 1967) è un regista spagnolo.

## Biografia
Cesc Gay studia cinema presso l'EMAV (Escola Municipal d'Audiovisivi de Barcelona) ed esordisce come regista nel 1998, insieme all'argentino Daniel Gimelberg, con il quale scrive e dirige a quattro mani Hotel Room. Nel 2000 viene scelto eletto per girare l'adattamento cinematografico di Krámpack.
Nel 2002 è supervisore della sceneggiatura della serie di TV3 Jet Lag, realizzata per la società T de Teatre. Nel 2003 il film viene presentato il film En la ciudad, per il quale riceve una nomination al Premio Goya come miglior regista. Durante la stessa premiazione Eduard Fernández ottiene il Premio Goya per il miglior attore non protagonista per la sua interpretazione nel film di Cesc Gay.
Nel 2006 esce nei cinema Ficció, interpretato da Eduard Fernandez, Javier Cámara, Montse Germain, Carme Pla e Agate Rock. Questo film è stato insignito del Premio Nacional de Cine nel 2007.

## Filmografia
- Hotel Room (1998)
- Krámpack (2000)
- En la ciudad (2003)
- Ficció (2006)
- V.O.S. (2009)
- Una pistola en cada mano (2012)
- Truman - Un vero amico è per sempre (Truman) (2015)
- Sentimental (2020)